# Racemobambos raynalii
Espèce
Racemobambos raynalii est une espèce de plantes de la famille des Poaceae. Elle a été découverte en Nouvelle-Guinée occidentale par le botaniste français Jean Raynal en 1973 et décrite en 1975  dans Adansonia par Richard Eric Holttum.